# ...e si salvò solo l'Aretino Pietro, con una mano davanti e l'altra dietro...
...e si salvò solo l'Aretino Pietro, con una mano davanti e l'altra dietro... è un film del 1972 diretto da Silvio Amadio, del filone Decamerotico.

## Trama
Le tre figlie di Madonna Violante: Nanna, Concetta e Fiorenza hanno un solo pensiero, vale a dirsi spassarsela il più possibile con gli uomini.
Venendo a sapere che uno dei contadini della casata, tale Torello, è possente, attraente e molto prestante, Concetta se lo porta in casa.
Intanto Fiorenza, facendo credere al marito di essere fuori città per penitenza, si gode i favori di Fra' Crispino; anche Nanna li raggiunge pochi giorni dopo, ma resta delusa perché il frate s'è evirato per penitenza.
Scontenta ritorna dal marito Alfiuccio che, però, tradisce subito concedendosi a tre amici e subito dopo a Fra' Fazio, dopo essersi dichiarata morta.
Dopo Fra' Fazio, Nanna soddisferà tutti gli altri frati fino a rimanerne incinta; a questo punto decide di "ritornare in vita" e d'imbrogliare Alfiuccio.